# 女性による性的虐待
女性による性的虐待（じょせいによるせいてきぎゃくたい）の被害者には男性と女性の双方がいる。ここでは被害者が男性の場合について特筆する。アメリカ、イギリス、スウェーデンなどにおける調査では子供への性的虐待の5～20%が女によるものであると推定されている。ノルウェーのオスロでの「暴力とトラウマに関する国立資料館」の調査によると、子供に対する近親姦は男からが9割、女からは1割とされた。
被害者が少年の場合には特にそれを性的通過儀礼と社会はみなす傾向が強いが、女からの加害が存在しないと考える文化的神話のために、少年も少女同様その時には屈辱感を味わったにもかかわらず、幼い頃の性的虐待行為を成長した後に大人の感覚で楽しめない自分が性的に未熟だったのだと事後的に無理に意味を改定してしまうケースが多い。それが恋なのだろうと無理に自分を騙す事も少なくない。だが実際にはその心的外傷自体は少女のそれと同じである。ミネソタ州では教師である女が男子生徒をレイプしたとして刑事事件になり有罪判決が下されたケース（1998年）があったが、息子の様子について抑鬱状態が続き怒りっぽくなったと少年の父親は語っていた。
被害者が女性である場合でも本人は身体の汚さなどを感じるが、母性の文化的イメージやホモフォビアなどのためにほとんど何も言えない状況が続く。

## 状況と後遺症
女がレイプを行う場合もデートレイプのケースが多い。また加害者が教師などの立場にある場合には、そういった地位も利用可能である。また、行為の対象が小学生などである場合には、性的同意年齢の問題が浮上する。ただ、酒や武器などに頼ることも少なくない。
また少年の場合は将来レイプ犯となる事例が考えられている。Petrovich and Templer (1984) の83人の男のレイプ犯に対する調査報告によると、彼らの59%がかつて16歳より前に5歳以上年上の女から性的行為を受けたことがあるという。性犯罪を行う被害男性の例は少なからず存在する。

## 問題点

### アメリカ合衆国
典型以外の性被害に対しては偏見も強い。1996年7月9日付けのボストン・グローブ紙では少年に対する女によるレイプ事件について極めて真剣に取り上げていたが、Karen Aronosoは周辺住民や事件関係者から得られた言葉を記している。13歳の少年をレイプしたとして訴えられた37歳の女の事件だったのだが「少年も望んでいたに違いないさ」とか「夢のようなことさ」とか「間違いなくレイプだけど、男の子は若いうちから性的に活発じゃなきゃっていう社会通念があるから、みんなどこかで許容してしまっているのよ」という言葉が得られている。
2005年に、アメリカ合衆国で8歳の少年が14歳の少女に猥褻行為をされた際に、結果的に検察側は起訴を取り下げたものの「たとえ少女が誘ったにせよ少年が拒まなければその少年は猥褻行為を少女に行ったとみなすことができる」として少年が訴えられた事件が報道され、息子が裁判にかけられそうになり怒った母親は、少女に性被害を受けた場合でも親たちは息子が裁判にかけられる可能性に対し臆するべきではないと訴えた。

### 日本
日本では1980年頃の話として、母親と息子の近親相姦の話が電話相談の話から出回ったことがあり、『密室の母と子』という書物も出版されたが、相談内容が性文学的で単なるファンタジーではないかと批判された。岩崎直子 (2004) は電話相談でのセックス通話者は確かに存在するとした上で、実際に女から性被害を受けた人でも被害とは関係がない話題を振る可能性について触れ、そのような場合にいたずらかどうか判断するための大体の指標として、相談者が質問を挟んだ場合も性的描写が続くか言葉に詰まるようであればいたずらとみられるとしている。

## 対応

### アメリカ合衆国
1997年、メアリー・ケイ・ルトーノーという34歳の女が、12歳の男子小学生とセックスし、その結果2回妊娠して、後に結婚するという事件が発生した。この後、「女によるレイプは実際に起こりうる」と多くのアメリカ人が認識するようになった。しかし、それ以前にも同様の事件は多発しており、1990年にパメラ・スマートという当時22歳の女が15歳の少年とセックスして少年に夫を殺害させるという事件が発生している。この事件を題材に後に『誘う女』というサスペンス映画が作られた。なお、パメラ・スマートは1991年3月に終身刑を宣告され服している。
また、暴力の連鎖が起こっているケースも少なくなく、14歳の少年と性的関係を持ちアメリカでは国家的な騒ぎが引き起こされた2004年のフロリダ性的暴行事件では、彼女自身も13歳の時に性的暴行を受けたと言われている。この事件では弁護士が加害者の女は美人であるため刑務所に入れるべきではないと主張し自宅軟禁及び保護観察処分となったため、量刑が軽微過ぎるのではないかと批判された。

## 関連書籍
- 『トラウマとジェンダー—臨床からの声』（宮地尚子、2004年） ISBN 4-7724-0815-0
- 『Mother-Son Incest』(Miletski, Hani M. S. W., 1999年5月1日) ISBN 1884444318